# Pork and beans
El pork and beans (porc amb seques) és un plat anglosaxó que es fa amb mongetes seques blanques estofades i carn de porc. Als Estats Units és molt coneguda la versió que es ven en conserva, en llauna, que és molt popular sobretot pel seu baix preu, una mica com els raviolis en tomàquet.
La recepta només inclou el tomàquet en algun moment a partir del segle xix. El 1832, per exemple, trobem una recepta d'aquest plat, però com a ingredients només inclou les mongetes, la carn de porc en salaó i pebre. Mig segle més tard, aproximadament, es va començar a comercialitzar als Estats Units la versió en conserva d'aquest plat, que alguns consideren el primer plat preparat a nivell industrial per a un consum ràpid, i encara es troba als supermercats del país.
Als Estats Units es considera un menjar estereotípic dels vaquers.

## Altres plats de mongetes seques amb carn de porc
- Botifarra amb mongetes
- Caçolet
- Fabada
- Feijoada